# Paweł Pawlikowski
Paweł Aleksander Pawlikowski (pronunciación en polaco: /ˈpavɛw alɛˈksandɛr pavliˈkɔfskʲi/; Varsovia, 15 de septiembre de 1957) es un guionista y director de cine polaco. Su película Ida (2013) fue la primera obra polaca en ganar el premio Oscar a la mejor película de habla no inglesa.

## Biografía
Pawlikowski pasó su infancia en Varsovia, donde acudía a una escuela primaria del barrio varsoviano de Mokotow. Su madre provenía de una familia tradicional católica,  era catedrática en la Universidad de Varsovia en la facultad de filología inglesa. Pawlikowski también es católico, fue bautizado y su madrina es la actriz polaca Barbara Kwiatkowska-Lass, una amiga íntima de su madre. Su padre era un médico respetado de procedencia judía, por lo que en 1969, durante la oleada de propaganda antisemita, decidió exiliarse en Austria. Los padres de Pawlikowski se habían separado poco antes de la mudanza, aunque unos años después volvieron a estar juntos. Como mencionó Pawlikowski, su padre «amaba Polonia como nadie, y abandonar el país fue un golpe para él». La abuela paterna de Pawlikowski era médica judía y pereció en el campo de concentración de Auschwitz.
En  1971, cuando Pawlikowski tenía 14 años, se mudó con su madre al Reino Unido. Luego vivió en Alemania, Italia y Francia. Finalmente se instaló en Inglaterra. En la  primera etapa de estancia acudía a  una escuela católica cerca de Londres, de la cual  fue expulsado por  falta de aplicación al estudio y desobediencia. En la etapa universitaria se dedicó a estudiar  literatura y filosofía en Londres y Oxford. Durante su estancia en Oxford se inscribió en unos talleres cinematográficos. En 1986 realizó unas prácticas en la BBC, donde al principio se dedicó al rodaje de películas documentales. En los años 2004-2007 fue profesor universitario en la corporación académica  Oxford Brookes University.
Pawlikowski tiene dos hijos. Su primera esposa era un emigrante rusa, quien salió del país en los años 80. Con ella tuvo un hijo y una hija. Su muerte a causa de 
un cáncer en 2006 fue una experiencia dura para el director. A finales de 2017 se casó por segunda vez con la modelo polaca Małgosia Bela, y actualmente viven en Varsovia.

## Carrera
Pawlikowski empezó su carrera cinematográfica con el rodaje de  películas documentales. Sus obras más reconocidas, realizadas para la BBC, trataban sobre Rusia, entre otros “(1990), que contiene una entrevista con el escritor. Dirigió su primer largometraje Ostatnie wyjście (Last Resort, 2000) cuando tenía 43 años. La película narra la historia de una inmigrante rusa que intenta conseguir asilo en el Reino Unido. Con esta película ganó el premio BAFTA al mejor nuevo director, guionista o productor británico. En 2004 realizó Lato miłości (My Summer of Love) que cuenta la historia amorosa entre dos adolescentes provenientes de diferentes clases sociales. En 2005 la película fue galardonada con el premio BAFTA a la mejor película británica y para la actriz Emily Blunt fue el inicio de su carrera profesional. También en 2005 el director inició la realización del proyecto The Restraint of Beasts, abandonado al año siguiente debido a la  enfermedad de su mujer. Cuando le diagnosticaron cáncer en fase avanzada Pawlikowski decidió suspender el proyecto y la cuidó hasta los últimos momentos. Volvió a dirigir  después de cinco años, cuando sus hijos terminaron el instituto y se independizaron. En 2011 terminó el rodaje de Kobieta z piątej dzielnicy (La mujer del quinto), película basada en la novela de Douglas Kennedy y ubicada en París. Las estrellas de la película son Kristin Scott Thomas y Ethan Hawke. Esta película, en la cual Pawlikowski se enfrentó con los temas de esquizofrenia y locura emocional, le permitió recuperarse de la muerte de su esposa.
En 2011 Pawlikowski fue el presidente del jurado en la 36 edición del Festival de Cine de Gdynia. El primer bosquejo de una película sobre una monja quien, al enterarse de que ella misma es judía, se entera sobre unos elementos olvidados de la historia polaca se creó en 2009 y llevaba el título de Sister of Mercy.
Pawlikowski escribió el guion junto con Cezary Harasimowicz y en 2010, en el marco del programa MEDIA, recibieron por él el Premio European Talent de la 68 edición del Festival de Cannes. Pawlikowski rechazó dicho guion y escribió una versión completamente nueva, sobre cuya base surgió Ida. El estreno mundial tuvo lugar el 30 de agosto de 2013 durante la 40 edición del Festival de cine de Telluride (Colorado).  En Polonia la película se estrenó el 11 de septiembre del 2013, durante la 38 edición del Festival de Cine de Gdynia donde la película recibió el premio El León de Oro (en polaco: Złote Lwy) por mejor película.
Luego Pawlikowski fue galardonado por la mejor película y la mejor dirección durante la 19 ceremonia de Los Premios de Cine Polacos (en polaco: Orły) . En el año 2015 Ida recibió el premio BAFTA a la mejor película no anglosajona, el mismo año, como la primera película polaca con el premio en esta categoría, fue galardonada con el Óscar durante la 87 ceremonia de  entrega de dichos premios..
El 28 de marzo del 2017 un nuevo guion de Pawlikowski, Zimna wojna (Cold War, 2018), recibió un apoyo financiero por el valor de 270 mil zlotys de parte de Łódzki Fundusz Filmowy. Zimna wojna se calificó al concurso principal de la 71 edición del  Festival de Cannes como la primera película en polaco, desde Przesłuchanie (Interrogación en 1990).  Después del estreno Zimna wojna recibió largas ovaciones de pie, y sus críticas fueron unánimemente positivas. Además Pawlikowski fue el primer director de cine polaco en toda la historia de  la Palma de Oro en Cannes en recibir este premio en la categoría de la mejor dirección.
En diciembre de 2018 Pawlikowski recibió el Premio del Cine Europeo a la mejor película y el mejor guion. Zimna wojna se consideró la mejor película europea del año 2018. El 22 de enero de 2019 Pawlikowski fue nominado a los premios de la Academia a la mejor dirección por la película Zimna wojna.

## Filmografía
| Año  | Título                                        | Acreditado como | Acreditado como | Acreditado como | Observaciones             |
| Año  | Título                                        | Director        | Guionista       | Productor       |                           |
| ---- | --------------------------------------------- | --------------- | --------------- | --------------- | ------------------------- |
| 1987 | Open Space                                    | Sí              | No              | No              | Serie documental          |
| 1990 | From Moscow to Pietushki with Benny Yerofeyev | Sí              | Sí              | No              | Documental televisivo     |
| 1991 | Dostoevsky's Travels                          | Sí              | No              | Sí              | Documental televisivo     |
| 1992 | Serbian Epics                                 | Sí              | No              | Sí              | Documental televisivo     |
| 1994 | Tripping with Zhirinovsky                     | Sí              | No              | Sí              | Documental televisivo     |
| 1998 | Twockers                                      | Sí              | Sí              | Sí              | Codirigida por Ian Duncan |
| 1998 | The Stringer                                  | Sí              | Sí              | No              | Feature Film              |
| 2000 | Last Resort                                   | Sí              | Sí              | No              |                           |
| 2004 | My Summer of Love                             | Sí              | Sí              | No              |                           |
| 2011 | The Woman in the Fifth                        | Sí              | Sí              | No              |                           |
| 2013 | Ida                                           | Sí              | Sí              | No              |                           |
| 2014 | Lost in Karastan                              | No              | Sí              | No              |                           |
| 2018 | Cold War                                      | Sí              | Sí              | No              |                           |

## Premios y distinciones
Premios Óscar
| Año  | Categoría                                       | Película | Resultado |
| ---- | ----------------------------------------------- | -------- | --------- |
| 2015 | Mejor película extranjera (de habla no inglesa) | Ida      | Ganador   |
| 2019 | Mejor director                                  | Cold War | Nominado  |

Festival Internacional de Cine de Cannes
| Año  | Categoría      | Película | Resultado |
| ---- | -------------- | -------- | --------- |
| 2018 | Mejor Director | Cold War | Ganador   |